# 로베르토 크루스 (태권도 선수)
로베르토 "키토이" 크루스(타갈로그어·스페인어: Roberto "Kitoy" Cruz, 1972년 8월 18일~)는 필리핀의 태권도 선수, 지도자이다. 2000년 하계 올림픽에 참가했으며 세계 태권도 선수권 대회에서 은메달 3개, 동메달 2개를 획득하면서 필리핀 태권도 선수 중 가장 많은 국제 대회 메달을 획득했다.